# Deronectes bameuli
Deronectes bameuli är en skalbaggsart som beskrevs av Hans Fery och Hosseinie 1998. Deronectes bameuli ingår i släktet Deronectes och familjen dykare. Inga underarter finns listade i Catalogue of Life.